# Esmeralda (orquídea)
Esmeralda é um género botânico pertencente à família das orquídeas (Orchidaceae).

## Espécies
1. Esmeralda bella Rchb.f., Gard. Chron., III, 3: 136 (1888)
2. Esmeralda cathcartii (Lindl.) Rchb.f. (1862) - espécie tipo
3. Esmeralda clarkei Rchb.f. (1886)